# Фурен (озеро)

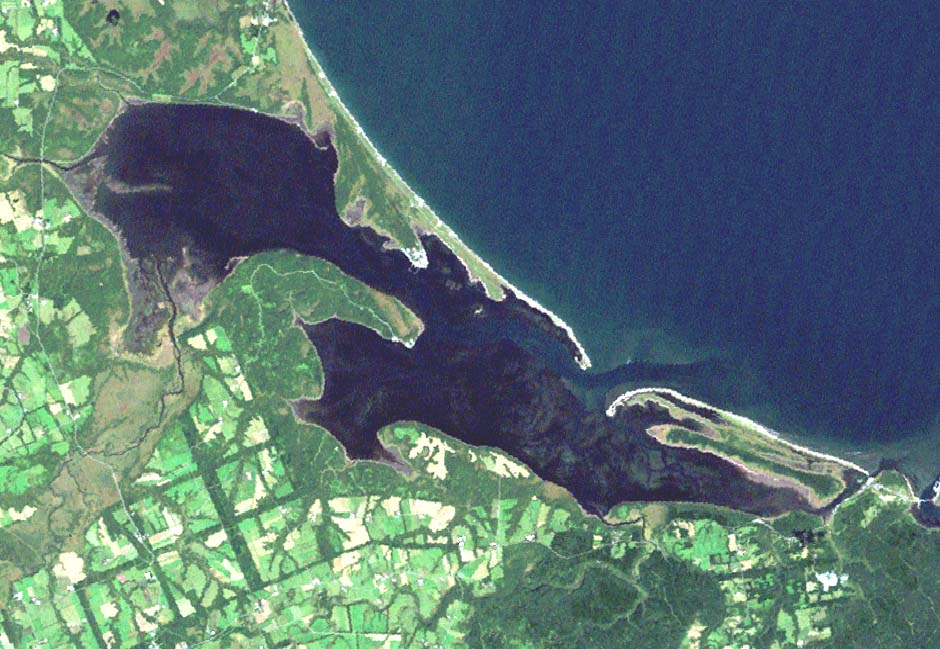
Зображення Landsat

Озеро Фурен (яп. 風蓮湖（ふうれんこ) — це озеро, яке межує з містом Немуро та містом Бецукай району Ноцуке Хоккайдо. Воно відноситься до Природного парку префектури Ноцуке Фурен. Водно-болотні угіддя зареєстровані згідно Рамсарської конвенції.

## Географія
Розташоване біля основи півострова Немуро на сході Хоккайдо. З площею 59,01 км 2  це 13-е за величиною озеро в Японії. Це друге за величиною солонувате озеро на Хоккайдо після озера Сарома, але з окружністю 96 км воно є найбільшим солонуватим озером на Хоккайдо. Озеро виходить безпосередньо в затоку Немуро. Висота поверхні озера становить 0 м. Західний і південний береги складаються з плато висотою 30-40 м, а північно-східний берег складається з піщаних мілин. Онненума розташована на сході.
Основними притоками є річки Казарен, Беттога та Яушувець. У гирлі річки Казарен знаходиться велике солончакове болото.
Назва озера походить від айнського слова «Фуре Пету» (червона річка). Спочатку це був топонім, що вказував на притоку річки Фурен, яка живилася червонуватою водою з болотистої місцевості. Озеро називалося просто "То" (болото).
На східному березі озера, в Шункунітай, знаходиться природний центр парку диких птахів Шункунітай у місті Немуро, створений містом Немуро і укомплектований рейнджерами з Товариства охорони диких птахів Японії, а також постійна виставка, присвячена навколишній природі.

## Природа
Піщана коса Шункунітай вкрита єдиним в Японії природним лісом червоної ялини в дюнах, оскільки назва місцевості походить від айнського слова "shunku nitai" (ялиновий ліс Едзо). Тут також знаходиться одна з найбільших колоній хаманасу (Hamanasu sp.) в Японії.
Що стосується водних мешканців, то тут мешкає їстівний гігантський молюск . Щоб запобігти виснаженню ресурсів, рибальство в припливно-відливних зонах здійснюється лише два дні на рік  .
Навколишні водно-болотні угіддя є місцем гніздування червоного журавля та притулком для водоплавних птахів завдяки наявності їжі, стійкості до нападу хижаків, які бродять по суші, та наявності рослинності, що забезпечує притулок.
Озеро також відомий як місце для зимівлі лебедів  . Його відвідує багато перелітних птахів. Воно також відоме як місце зимівлі оленів єзо сіка, яких можна побачити скупченими на замерзлій поверхні озера та піщаних мілинах.
Зважаючи на важливість озера та пов'язаних з ним водно-болотних угідь, уряд Японії у 1993 році оголосив його національним заповідником птахів і диких тварин озера Фенглен (зона групового прольоту) (площею 7 806 га, з них 6 139 га - спеціальна охоронна територія). Згодом, разом з озером Шункутай, його було обрано як водно-болотне угіддя-кандидат, визначене Конвенцією про водно-болотні угіддя, що мають міжнародне значення, головним чином як середовища існування водоплавних птахів (Рамсарська конвенція). 21 жовтня 2005 р. було завершено внутрішню реєстрацію, офіційне рішення про що було прийнято на 9-му засіданні 8 листопада 2005 р.
У червні 2022 року Міністерство навколишнього середовища обрало півострів Ноцуке, озеро Казарен і територію навколо півострова Немуро кандидатами на створення нового національного парку. Мета - оголосити цю територію національним парком до 2030 року, розширивши існуючий природний парк Ноцуке Казарен Доріцу.

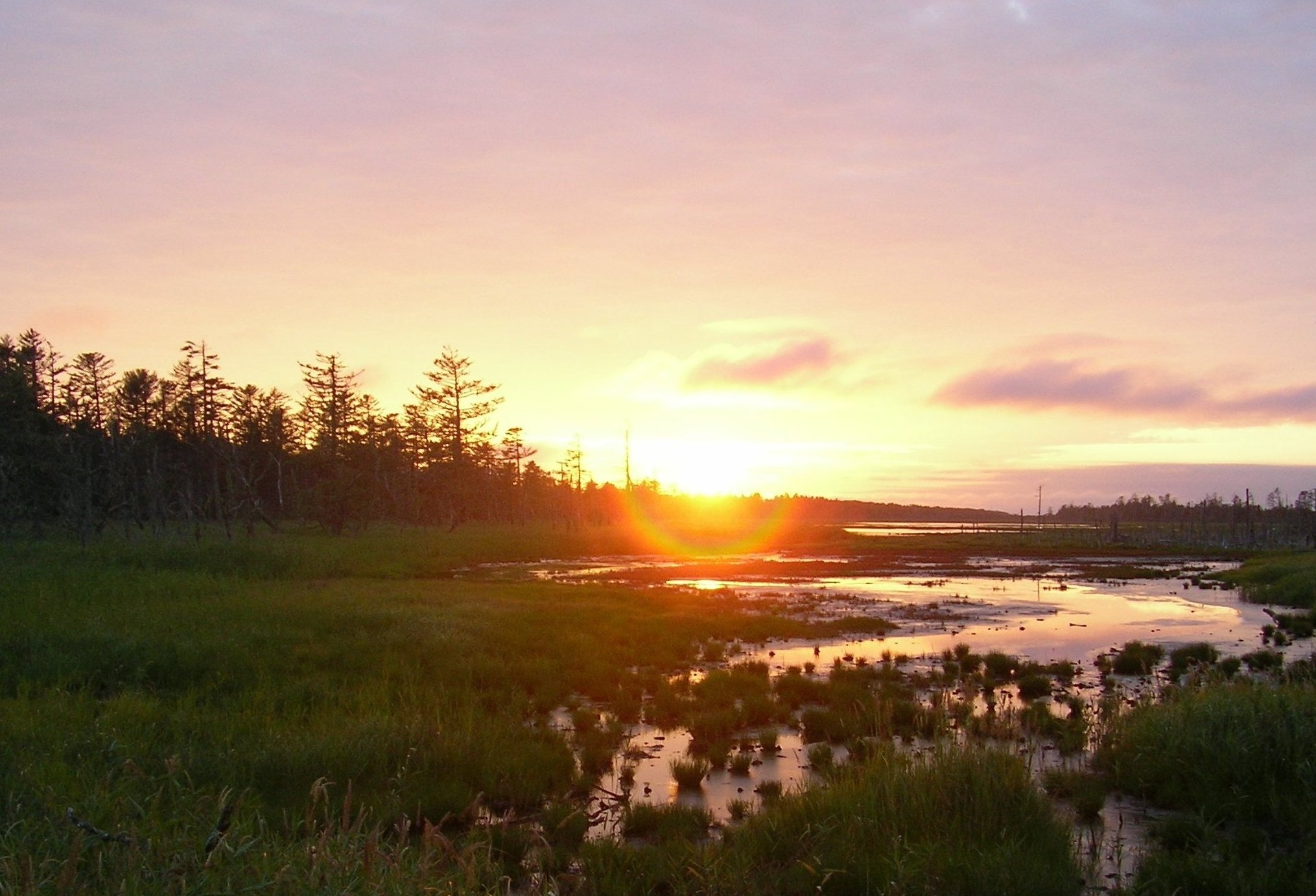
Захід сонця в Шункунітай
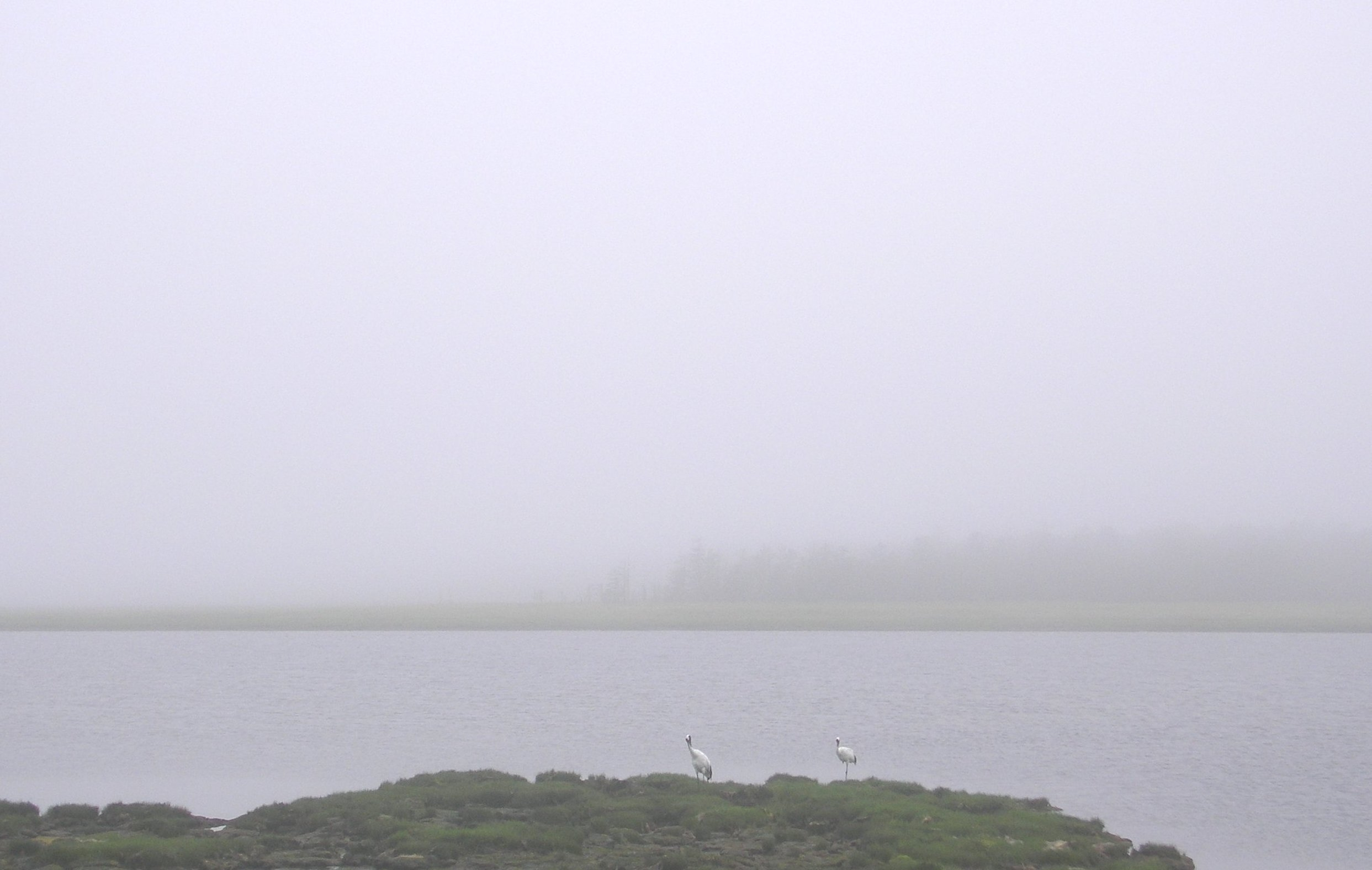
Шлюбні пари червонокнижних журавлів на південному березі озера Фурен

## Трафік
Національні автомагістралі 243 і 244 проходять уздовж північного і західного берегів озера, ведучи до міст Бецукай, Сібецу, Сібецу та Немуро. На східному березі проходить шосе Хоккайдо № 475, лінія Казаренко-Коен, на яке в'їзд здійснюється від перетину з національною дорогою № 244. На південному березі пролягає Національне шосе 44, що веде до міста Немуро та міста Хаманака, район Аккеші .
Придорожня станція Swan 44 Nemuro розташована на південний схід від берега озера.

## Зовнішні посилання
- Озеро Фурен - Офіційний туристичний сайт Хоккайдо (Організація сприяння туризму Хоккайдо)